# Erina Ikuta
Erina Ikuta (生田衣梨奈, Ikuta Erina, née le 7 juillet 1997 au Japon) est une chanteuse et danseuse japonaise du Hello! Project, membre des Morning Musume.

## Biographie
Elle se présente en 2010 à l'audition destinée à choisir de nouvelles chanteuses pour faire partie du groupe phare du H!P Morning Musume, et est sélectionnée en décembre 2010 parmi les cinq finalistes participant à un ultime stage d'entrainement en vue de la sélection finale. Le 2 janvier 2011, lors d'un concert du Hello! Project, elle est officiellement présentée au public comme nouvelle membre du groupe, à 13 ans, aux côtés de deux autres participantes du stage, Riho Sayashi et Kanon Suzuki, et de l'ex-Hello Pro Egg et ex-Shugo Chara Egg! Mizuki Fukumura, formant donc avec elles la « neuvième génération » du groupe. 
En parallèle, elle est choisie fin août 2011 pour remplacer Saki Ogawa en tant qu'Oha Girl pour participer régulièrement à l'émission télévisée pour enfant Oha Suta (Oha Star) et au groupe Oha Girl Maple formé dans le cadre de l'émission.
Fin 2014, Elle devient sub-leader de Morning Musume aux côtés de Haruna Iikubo à la suite de la titularisation au poste de leader de Mizuki Fukumura.

## Groupes
Au sein du Hello! Project
- Morning Musume (2011–)
- Reborn Eleven (2011)
- Hello! Project Mobekimasu (2011-2013)
- Harvest (2012-2016)
- Plumeria, renommé HI-FIN (2013-2016)
- Hello! Project Station Dance Club (2016-2017)
- Shimadagawa (2017)

Autres
- Ganbarou Nippon Ai wa Katsu Singers (2011)
- Oha Girl Maple (2011-2012)

## Discographie

### Avec Morning Musume
Singles
- 6 avril 2011 : Maji Desu ka Suka!
- 18 mai 2011 : Only You
- 14 septembre 2011 : Kono Chikyū no Heiwa wo Honki de Negatterun da yo!
- 25 janvier 2012 : Pyoco Pyoco Ultra
- 11 avril 2012 : Renai Hunter
- 4 juillet 2012 : One, Two, Three / The Matenrō Show
- 10 octobre 2012 : Wakuteka Take a chance
- 23 janvier 2013 : Help me !!
- 17 avril 2013 : Brainstorming / Kimi Sae Ireba Nani mo Iranai
- 28 août 2013 : Wagamama Ki no Mama Ai no Joke / Ai no Gundan
- 29 janvier 2014 : Egao no Kimi wa Taiyou sa / Kimi no Kawari wa Iyashinai / What is Love?
- 16 avril 2014 : Toki o Koe Sora o Koe / Password is 0
- 15 octobre 2014 : Tiki Bun / Shabadabadō / Mikaeri Bijin
- 15 avril 2015 : Seishun Kozō ga Naiteiru / Yūgure wa Ameagari / Ima Koko Kara
- 19 août 2015 : Oh My Wish! / Sukatto My Heart / Ima Sugu Tobikomu Yūki
- 29 décembre 2015 : Tsumetai Kaze to Kataomoi / Endless Sky / One and Only
- 11 mai 2016 : Tokyo to Iu Kataomoi / The Vision / Utakata Saturday Night
- 23 novembre 2016 : Sexy Cat no Enzetsu / Mukidashi de Mukiatte / Sō ja nai
- 8 mars 2017 : Brand New Morning / Jealousy Jealousy
- 4 octobre 2017 : Jama Shinaide Here We Go! / Dokyū no Go Sign / Wakaindashi!
- 13 juin 2018 : Are you happy / A gonna
- 24 octobre 2018 : Furari Ginza / Jiyuu na Kuni Dakara / Y Jiro no Tochuu
- 12 juin 2019 : Jinsei Blues / Seishun Night
- 22 janvier 2020 : KOKORO&KARADA / LOVEpedia / Ningen Kankei No way way
- 16 décembre 2020 : Junjou Evidence / Gyuu Saretai Dake na no ni
- 8 décembre 2021 : Teenage Solution / Yoshi Yoshi Shite Hoshii no / Beat no Wakusei
- 8 juin 2022 : Chu Chu Chu Bokura no Mirai / Dai Jinsei Never Been Better! / I WISH
- 21 décembre 2022 : Swing Swing Paradise / Happy birthday to Me!
- 25 octobre 2023 : Suggoi FEVER! / Wake-up Call~Mezameru Toki~ / Neverending Shine
- 14 août 2024 : Nandaka Sentimental na Toki no Uta / SaiKIYOU

Digital Singles
- 3 novembre 2017 : Ai no Tane (20th Anniversary Ver.) (Morning Musume 20th)
- 30 novembre 2017 : Gosenfu no Tasuki
- 28 janvier 2018 : Hana ga Saku Taiyou Abite

Albums
- 12 octobre 2011 : 12, Smart
- 12 septembre 2012 : 13 Colorful Character
- 29 octobre 2014 : 14 Shō ~The Message~
- 6 décembre 2017 : 15 Thank You, Too
- 31 mars 2021 : 16th ~That's J-POP~
- 27 novembre 2024 : 'Professionals-17th

Compilation
- 25 septembre 2013 : The Best! ~Updated Morning Musume。~
- 12 mars 2014 : Morning Musume '14 Coupling Collection 2
- 5 octobre 2014 : One・Two・Three to Zero
- 20 février 2019 : Best! Morning Musume 20th Anniversary

Mini-album
- 7 février 2018 : Hatachi no Morning Musume (Morning Musume 20th)

Soundtrack Albums
- 6 août 2014 : Engeki Joshibu "LILIUM -Lilum Shoujo Junketsu Kageki-" Original Soundtrack
- 15 juillet 2015 : Engeki Joshi-bu Musical "Triangle" Original Soundtrack
- 13 juillet 2016 : Engeki Joshibu "Zoku 11nin Iru! Higashi no Chihei, Nishi no Towa" Original Soundtrack
- 12 juillet 2017 : Engeki Joshibu "Pharaoh no Haka" Original Soundtrack
- 11 juillet 2018 : Engeki Joshibu "Pharaoh no Haka ~Hebi Ou Sneferu~" Original Soundtrack

### Autres participations
- 22 juin 2011 : Ai wa Katsu (avec Ganbarou Nippon Ai wa Katsu Singers)
- 10 août 2011 : Reborn ~Inochi no Audition~ (avec Reborn Eleven, en distribution limitée)
- 16 novembre 2011 : Busu ni Naranai Tetsugaku (avec Hello! Project Mobekimasu)
- 7 novembre 2012 : Cabbage Hakusho / Forest Time (キャベツ白書 / フォレストタイム) (avec Peaberry / Harvest)
- 7 août 2013 : Lady Mermaid / Eiya-sa! Brother / Kaigan Shisou Danshi (avec Dia Lady, Mellowquad, HI-FIN)
- 26 septembre 2018 : YEAH YEAH YEAH / Akogare no Stress-free / Hana, Takenawa no Toki (avec Hello Pro All Stars)

## Filmographie
Films
- 2011 : Sharehouse (シェアハウス)

Dramas
- 2012 : Suugaku♥Joushi Gakuen (数学♥女子学園) (Nakano Riko)
- 2017 : Konnichiwa, Joyuu no Sagara Itsuki Desu. (こんにちは、女優の相楽樹です。) (épisode 1)

Internet
- 2011 : UstreaMusume
- 2011 : Michishige Sayumi no "Mobekimasutte Nani??" (道重さゆみの『モベキマスってなに？？』)
- 2011 : IkuMatsuri
- 2013- : Hello! Project Station
- 2016- : Upcoming

## Divers
Programmes TV
- 2011 : Bijo Gaku (美女学)
- 2011–2012 : HELLOPRO! TIME (ハロプロ！ＴＩＭＥ)
- 2011-2012 : Oha Star (Oha Girl)
- 2012-2013 : Hello! SATOYAMA Life (ハロー! SATOYAMA ライフ)
- 2014- : The Girls Live
- 2015 : Karada wo Ugokasu TV (体を動かすTV)
- 2018- : Ikuta Erina no VS Golf (生田衣梨奈のVSゴルフ)

DVD
- 13 août 2011 : Greeting ~Ikuta Erina~ (Greeting 〜生田衣梨奈〜)
- septembre 2012 : Ikuta Erina ga 5 Gousha ni Niigaki Risa Fanclub Tour in Shizuoka
- 2013 : Ikuta Erina no "Niigaki-san wo Ouen Suru Kai Dai Ikkai Kaigou ~Niigaki-san no Tanjoubi wo Katte ni Iwau Kai~"
- 24 octobre 2014 : It's a lovely day
- 26 novembre 2016 : Morning Musume '16 Ikuta Erina Birthday Event
- 25 octobre 2017 : Morning Musume '17 Ikuta Erina Birthday Event
- novembre 2018 : Morning Musume '18 Ikuta Erina Birthday Event

Comédies musicales et théâtres
- 8-17 octobre 2011 : Reborn~Inochi no Audition~ (リボーン～命のオーディション～) (Ono no Komachi)
- 2012 : Stacy's Shoujo Saisatsu Kageki (ステーシーズ 少女再殺歌劇)
- 2015 : TRIANGLE (Prince Phi)
- 2016 : Zoku 11nin Iru! Higashi no Chihei, Nishi no Towa (Hardhead (Glenn Groff) (Ishiatama) / Red (Hikeshi no Red)
- 2017 : Pharaoh no Haka (Marita)
- 2018 : Pharaoh no Haka ~Hebi Ou Sneferu~ (Subordonné du ministre Kes)

Radio
- 2012– : Morning Musume no Morning Jogakuin ~Houkago Meeting~ (モーニング娘。のモーニング女学院～放課後ミーティング～)
- 2012-2013 : Morning Musume 9ki・10ki Member WEB Talk Maji DE Pyoko! (モーニング娘。9・10期メンバー WEBトーク 本気DE飛跳！)

Photobooks
- 10 septembre 2012 : Morning Musume｡ 9・10ki 1st official Photo Book (モーニング娘。9・10期 1st official Photo Book) (avec Mizuki Fukumura, Riho Sayashi, Kanon Suzuki, Haruna Iikubo, Ayumi Ishida, Masaki Satō, Haruka Kudō)
- 16 décembre 2012 : Alo Hello! 9-ki Shashinshuu 2012 (avec Mizuki Fukumura, Riho Sayashi, Kanon Suzuki)
- 22 octobre 2016 : Erina
- 20 janvier 2018 : if

## Liens
- (ja) Profil officiel avec Morning Musume
- (ja) Blog officiel chez Morning Musume 9e génération